# 에단 에릭슨
이선 에릭슨(Ethan Erickson, 1973년 8월 5일 ~ )은 미국의 배우, 모델이다.
미니애폴리스에서 태어났다.

## 출연 작품

### 영화
- 리틀 투 비츠 (1995, Two Bits & Pepper)
- 조브레이커 (1999)
- 인 크라우드 (2000, The In Crowd) - 톰 역
- Pact with the Devil (2003)
- 존은 끝에 가서 죽는다 (2012) - 매컬로이 경사 역
- Stalked By My Neighbor (2015)

### 텔레비전
- 뱀파이어 해결사 (1999-2000)
- 패션 하우스 (2006, Fashion House)
- CSI: 뉴욕 (2008-09)
- 멜로즈 플레이스 (2009-10)